# Алёшин, Алексей Митрофанович
Алексей Митрофанович Алёшин (8 июля 1926, Борково, Тульская губерния — 11 октября 2014, Тула) — токарь Тульского завода электроэлементов Министерства радиопромышленности СССР, Герой Социалистического Труда (1971).

## Биография
Родился 8 июля 1926 года в деревне Борково Белевского района Тульской губернии (ныне — Тульской области) в семье крестьянина. По национальности русский.
В 1941 году окончил Тульское ремесленное училище № 4 по специальности токарь. В следующем году был эвакуирован в тыл. В 1943 году вернулся в Тулу, устроился на работу в колхоз. В 1943—1950 годах — на службе в Советской армии.
После увольнения в запас в 1950 году устроился на работу токарем на авторемонтный завод в Туле. В 1951—1953 годах — вновь служил в частях Группы советских войск в Германии.
С 1953 года — токарь тульского завода № 668 (в 1967 году переименован в Тульский завод электроэлементов, ныне — ОАО Тульский завод «Арсенал» в составе АО «Концерн ВКО „Алмаз-Антей“»).
«Закрытым» указом Президиума Верховного Совета СССР от 26 апреля 1971 года «за выдающиеся достижения в выполнении заданий пятилетнего плана и организацию производства новой техники» удостоен звания Героя Социалистического Труда с вручением ордена Ленина и золотой медали «Серп и Молот».
Жил в Туле, где и умер 11 октября 2014 года.
Награждён орденами Ленина (26.04.1971), Трудового Красного Знамени (12.05.1962), медалями, в том числе «За особый вклад в развитие Тульской области» (2014).